# Marco Bezzecchi
Marco Bezzecchi (Rimini, Italia; 12 de noviembre de 1998) es un piloto de motociclismo italiano. Fue tercero del Campeonato del Mundo de Motociclismo de Moto3 en 2018 y de Moto2 en 2021. Desde la temporada 2022 compite en la categoría reina de MotoGP, disputó sus primeras tres temporadas en el equipo VR46 Racing Team con moto Ducati, con el que finalizó tercero en la temporada 2023. En 2025 es piloto oficial de Aprilia junto a Jorge Martín.

## Biografía
En 2015, participó en el campeonato italiano de velocidad, ganando, en esta temporada, el título en la clase de Moto3 con una Mahindra Peugeot del equipo Minimoto Portomaggiore. También en 2015 hizo su debut en el Campeonato del Mundo de Moto3, compitiendo en dos Grandes Premios con la Mahindra MGP3O, en el Gran Premio de Catar corrió con el San Carlo Team Italia como piloto de reemplazo y en el Gran Premio de Italia como piloto invitado con su equipo del campeonato italiano, el Minimoto Portomaggiore.
En 2016, participó nuevamente en el Campeonato del Mundo de Moto3, corriendo con la Mahindra MGP3O del Mahindra Racing en los Grandes Premios de Austria y Gran Bretaña. En el Gran Premio de Austria, tuvo que retirarse después de caerse en la quinta vuelta y en el Gran Premio de Gran Bretaña, terminó en la 24.º posición.
En la temporada 2017, participó en su primera temporada como piloto titular en el Campeonato del Mundo de Moto3 con el equipo CIP, usando una Mahindra MGP3O, su compañero de equipo fue su compatriota Manuel Pagliani. Consiguió su primer podio en el mundial en el Gran Premio de Japón donde finalizó tercero sobre pista mojada. Además, consiguió puntos en los grandes premios de Francia, Cataluña y Alemania. Terminó la temporada en la 23.º posición con 20 puntos.
En 2018, pasó al equipo Redox PrüstelGP donde uso una KTM RC 250 GP; su compañero de equipo fue el checo Jakub Kornfeil. El 8 de abril de 2018 ganó su primera carrera mundialista en el Gran Premio de la República Argentina. Consiguió dos victorias más en el Gran Premio de Austria donde ganó desde la pole position y en el Gran Premio de Japón. Además consiguió podios en los grandes premios de las Américas, España, Italia, Cataluña, Alemania y Aragón junto con una pole postion en Tailandia. Terminó la temporada en la tercera posición detrás del campeón Jorge Martín y del subcampeón Fabio Di Giannantonio.
En 2019, salto a Moto2 con el equipo Red Bull KTM Tech3, haciendo equipo con el alemán Philipp Öttl.

## Resultados

### FIM CEV Moto3 Junior World Championship
| Temp. | 1       | 2      | 3      | 4     | 5       | 6      | 7       | 8     | 9       | 10     | 11     | 12      | Pos. | Pts. |
| ----- | ------- | ------ | ------ | ----- | ------- | ------ | ------- | ----- | ------- | ------ | ------ | ------- | ---- | ---- |
| 2015  | ALG     | LMS    | CAT    | CAT   | ARA 8   | ARA 7  | ALB Ret | NAV 8 | JER 22  | JER 17 | VAL 12 | VAL Ret | 16.º | 29   |
| 2016  | VAL Ret | VAL 11 | LMS 18 | ARA 8 | CAT Ret | CAT 15 | ALB Ret | ALG 9 | JER Ret | JER 6  | VAL    | VAL     | 18.º | 31   |

### Campeonato del Mundo de Motociclismo
Sistema de puntuación de 1993 hasta 2022:
| Posición | 1.º | 2.º | 3.º | 4.º | 5.º | 6.º | 7.º | 8.º | 9.º | 10.º | 11.º | 12.º | 13.º | 14.º | 15.º |
| Puntos   | 25  | 20  | 16  | 13  | 11  | 10  | 9   | 8   | 7   | 6    | 5    | 4    | 3    | 2    | 1    |

Sistema de puntuación desde 2023 en adelante:
| Posición       | 1.º | 2.º | 3.º | 4.º | 5.º | 6.º | 7.º | 8.º | 9.º | 10.º | 11.º | 12.º | 13.º | 14.º | 15.º |
| Puntos         | 25  | 20  | 16  | 13  | 11  | 10  | 9   | 8   | 7   | 6    | 5    | 4    | 3    | 2    | 1    |
| Carrera sprint | 12  | 9   | 7   | 6   | 5   | 4   | 3   | 2   | 1   |      |      |      |      |      |      |

#### Por categoría
| Cat.   | Temp.         | 1.er Gran Premio | 1.er Podio        | 1.ª Victoria   | Carreras | Victorias | Podios | Poles | V.Ráp. | Pts  | CM |
| ------ | ------------- | ---------------- | ----------------- | -------------- | -------- | --------- | ------ | ----- | ------ | ---- | -- |
| Moto3  | 2015-2018     | Catar 2015       | Japón 2017        | Argentina 2018 | 40       | 3         | 10     | 2     | 0      | 234  | -  |
| Moto2  | 2019-2021     | Catar 2019       | Andalucía 2020    | Estiria 2020   | 52       | 3         | 14     | 2     | 1      | 415  | -  |
| MotoGP | 2022-presente | Catar 2022       | Países Bajos 2022 | Argentina 2023 | 52       | 3         | 9      | 4     | 4      | 521  | -  |
| Total  | 2015–Presente | 2015–Presente    | 2015–Presente     | 2015–Presente  | 144      | 9         | 33     | 8     | 5      | 1170 | 0  |

#### Por temporada
| Temp. | Cat.   | Moto     | Equipo                            | Carreras | Victorias | Podios | Poles | V.Ráp. | Pts. | Pos. |
| ----- | ------ | -------- | --------------------------------- | -------- | --------- | ------ | ----- | ------ | ---- | ---- |
| 2015  | Moto3  | Mahindra | San Carlo Team Italia             | 2        | 0         | 0      | 0     | 0      | 0    | NC   |
| 2015  | Moto3  | Mahindra | Minimoto Portomaggiore            | 2        | 0         | 0      | 0     | 0      | 0    | NC   |
| 2016  | Moto3  | Mahindra | Mahindra Racing                   | 2        | 0         | 0      | 0     | 0      | 0    | NC   |
| 2017  | Moto3  | Mahindra | CIP                               | 18       | 0         | 1      | 0     | 0      | 20   | 23.º |
| 2018  | Moto3  | KTM      | Redox PrüstelGP                   | 18       | 3         | 9      | 2     | 0      | 214  | 3.º  |
| 2019  | Moto2  | KTM      | Red Bull KTM Tech3                | 19       | 0         | 0      | 0     | 0      | 17   | 23.º |
| 2020  | Moto2  | Kalex    | SKY Racing Team VR46              | 15       | 2         | 7      | 1     | 1      | 184  | 4.º  |
| 2021  | Moto2  | Kalex    | SKY Racing Team VR46              | 18       | 1         | 7      | 1     | 0      | 214  | 3.º  |
| 2022  | MotoGP | Ducati   | Mooney VR46 Racing Team           | 20       | 0         | 1      | 1     | 0      | 111  | 14.º |
| 2023  | MotoGP | Ducati   | Mooney VR46 Racing Team           | 20       | 3         | 7      | 3     | 4      | 329  | 3.º  |
| 2024  | MotoGP | Ducati   | Pertamina Enduro VR46 Racing Team | 20       | 0         | 1      | 0     | 0      | 153  | 12.º |
| 2025  | MotoGP | Aprilia  | Aprilia Racing                    |          |           |        |       |        | *    | *    |
| Total | Total  | Total    | Total                             | 152      | 9         | 33     | 8     | 5      | 1242 |      |

- * Temporada en curso.

#### Carreras por año
| Año  | Cat.   | Moto     | 1        | 2        | 3       | 4        | 5       | 6        | 7        | 8         | 9        | 10       | 11       | 12      | 13       | 14     | 15     | 16      | 17        | 18       | 19      | 20       | 21  | 22  | Pos. | Pts. |
| ---- | ------ | -------- | -------- | -------- | ------- | -------- | ------- | -------- | -------- | --------- | -------- | -------- | -------- | ------- | -------- | ------ | ------ | ------- | --------- | -------- | ------- | -------- | --- | --- | ---- | ---- |
| 2015 | Moto3  | Mahindra | QAT 26   | AME      | ARG     | SPA      | FRA     | ITA Ret  | CAT      | NED       | GER      | IND      | CZE      | GBR     | RSM      | ARA    | JPN    | AUS     | MAL       | VAL      |         |          |     |     | NC   | 0    |
| 2016 | Moto3  | Mahindra | QAT      | ARG      | AME     | SPA      | FRA     | ITA      | CAT      | NED       | GER      | AUT Ret  | CZE      | GBR 24  | RSM      | ARA    | JPN    | AUS     | MAL       | VAL      |         |          |     |     | NC   | 0    |
| 2017 | Moto3  | Mahindra | QAT 25   | ARG 19   | AME 17  | SPA Ret  | FRA 15  | ITA 17   | CAT 14   | NED 16    | GER 15   | CZE 22   | AUT Ret  | GBR 19  | RSM Ret  | ARA 19 | JPN 3  | AUS Ret | MAL 19    | VAL 28   |         |          |     |     | 23.º | 20   |
| 2018 | Moto3  | KTM      | QAT 14   | ARG 1    | AME 3   | SPA 2    | FRA Ret | ITA 2    | CAT 2    | NED Ret   | GER 2    | CZE 6    | AUT 1    | GBR C   | RSM Ret  | ARA 2  | THA NC | JPN 1   | AUS Ret   | MAL 5    | VAL 20  |          |     |     | 3.º  | 214  |
| 2019 | Moto2  | KTM      | QAT 26   | ARG 16   | AME Ret | SPA 22   | FRA 18  | ITA 23   | CAT 23   | NED 10    | GER 19   | CZE 12   | AUT 23   | GBR 19  | RSM Ret  | ARA 15 | THA 10 | JPN Ret | AUS Ret   | MAL Ret  | VAL 19  |          |     |     | 23.º | 17   |
| 2020 | Moto2  | Kalex    | QAT 12   | SPA Ret  | AND 3   | CZE 6    | AUT 6   | EST 1    | RSM 2    | ERM 2     | CAT 7    | FRA 3    | ARA Ret  | TER Ret | EUR 1    | VAL 3  | POR 4  |         |           |          |         |          |     |     | 4.º  | 184  |
| 2021 | Moto2  | Kalex    | QAT 4    | DOH 4    | POR 6   | SPA 2    | FRA 3   | ITA 3    | CAT 4    | GER 3     | NED 5    | EST 1    | AUT 10   | GBR 2   | ARA Ret  | RSM 5  | AME 3  | ERM Ret | ALG 8     | VAL 20   |         |          |     |     | 3.º  | 214  |
| 2022 | MotoGP | Ducati   | QAT Ret  | INA 20   | ARG 9   | AME Ret  | POR 15  | SPA 9    | FRA 12   | ITA 5     | CAT Ret  | GER 11   | NED 2    | GBR 10  | AUT 9    | RSM 17 | ARA 10 | JPN 10  | THA 16    | AUS 4    | MAL 4   | VAL 11   |     |     | 14.º | 111  |
| 2023 | MotoGP | Ducati   | POR 3Ret | ARG 12   | AME 6   | SPA Ret9 | FRA 17  | ITA 82   | GER 47   | NED 21    | GBR Ret2 | AUT 3Ret | CAT 128  | RSM 2   | IND 15   | JPN 46 | INA 53 | AUS 6C  | THA 46    | MAL 67   | QAT 13  | VAL Ret7 |     |     | 3.º  | 329  |
| 2024 | MotoGP | Ducati   | QAT 1411 | POR 611  | AME 813 | SPA 3Ret | FRA Ret | CAT 119  | ITA 1311 | NED Ret11 | GER 810  | GBR 8Ret | AUT 68   | ARA 810 | RSM 5Ret | ERM 48 | INA 54 | JPN 710 | AUS 19Ret | THA Ret7 | MAL 910 | SLD 98   |     |     | 12.º | 153  |
| 2025 | MotoGP | Aprilia  | THA 612  | ARG Ret6 | AME 610 | QAT 9    | SPA 148 | FRA 1417 | GBR 14   | ARA 8     | ITA 56   | NED 23   | GER Ret2 | CZE 24  | AUT 34   | HUN    | CAT    | RSM     | JPN       | INA      | AUS     | MAL      | POR | VAL | 4.º  | 178  |

| Color     | Resultado                                                               |
| --------- | ----------------------------------------------------------------------- |
| Oro       | Ganador                                                                 |
| Plata     | 2.ª plaza                                                               |
| Bronce    | 3.ª plaza                                                               |
| Verde     | Finalizó en los puntos                                                  |
| Azul      | Finalizó sin puntos                                                     |
| Azul      | NC - No clasificado                                                     |
| Violeta   | Ret - No terminó (Carrera)                                              |
| Rojo      | DNQ - No se clasificó                                                   |
| Negro     | DSQ - Descalificado                                                     |
| Blanco    | DNS - No empezó (carrera)                                               |
| Blanco    | WD - Retirado (fin de semana)                                           |
| Blanco    | C - Carrera cancelada                                                   |
| Sin color | DNP - Inscrito pero no participó                                        |
| Sin color | INJ - Lesionado                                                         |
| Sin color | EX - Excluido                                                           |
| Estado    | Resultado                                                               |
| Negrita   | Pole position                                                           |
| Cursiva   | Vuelta rápida                                                           |
| x         | Posición en carrera sprint                                              |
| †         | Abandona, pero clasifica al completar el porcentaje requerido para ello |